# Аронсон, Наум Львович
Наум Львович Аронсон (25 декабря 1872  [6 января 1873], Краслава, Витебская губерния — 30 сентября 1943, Верхний Вестсайд, Нью-Йорк) — российский и французский скульптор и общественный деятель. Участник выставок Салона Марсова поля. Член жюри по скульптуре Французского национального общества изящных искусств. Кавалер ордена Почетного легиона.

## Биография
Родился 25 декабря 1872 года в Креславке в хасидской семье, занимавшейся торговлей деревенскими продуктами. Получил обычное первоначальное религиозное воспитание в хедере.
В возрасте 15—17 лет оказался в Вильне, где, терпя острую нужду, посещал школу рисования. Окончил рисовальную школу Ивана Трутнева в Вильне. По совету заведующего школой Аронсон занялся скульптурой, и стека оказалась ему более на руку, чем карандаш. Достигнув достаточной техники по лепке и рисунку, Аронсон сделал бюст попечителя Виленского учебного округа, Сергиевского, который впоследствии и хлопотал о принятии его в Академию художеств, но безуспешно, так как Аронсон не имел необходимого общеобразовательного ценза, a положение вольнослушателя было для евреев весьма стеснительно, порой же невозможно в силу законов о праве жительства.
Тогда, без средств и без знания французского языка, Аронсон уехал в Париж, где с 1891 года посещал бесплатную муниципальную «École des arts décoratifs», в которой, пробыв два года, получил за работу первый приз. Одновременно с школой он посещал также частное ателье «Calarossi»; для приобретения средств к жизни он выполнял технические работы y скульптора-мраморщика Гектора Лемера.
В 1894 году Аронсон должен был вернуться в Россию, чтобы отбывать воинскую повинность. Освобожденный по жребию от военной службы, он за неимением средств не мог вернуться в Париж, и только в 1896 году, сопровождая больного брата своего в Бреславль и сделав там несколько портретов-бюстов (профессоров Микулича, Нейдера, Ланденбурга и др.), он приобрел средства для поездки в столицу Франции. Здесь он вскоре впал в нужду, мешавшую ему правильно работать и усовершенствоваться; однажды Аронсон упал от истощения в обморок, скатившись при этом с лестницы. По счастливой случайности вечером того же дня (31 декабря 1896 года) он получил первый крупный заказ в 2000 франков. За первым материальным успехом последовали другие.

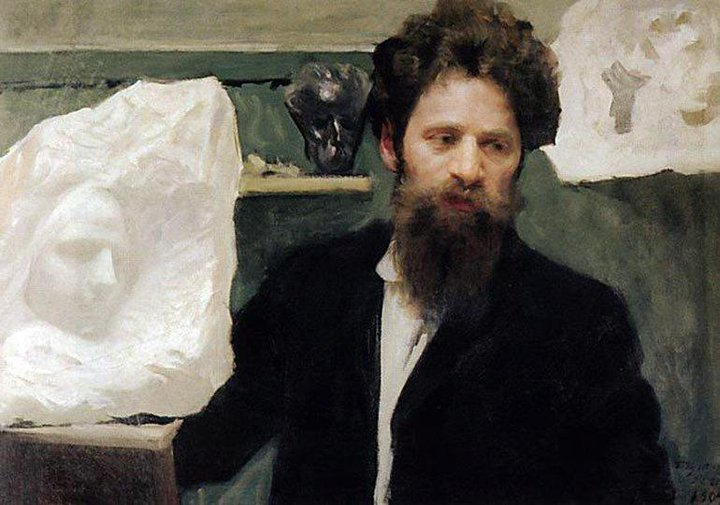
Борис Кустодиев. Портрет Наума Аронсона

В 1897 году он был допущен в салон «Champ de Mars» с горельефом «Au delà», изображающим головку девушки, которой смерть дает последний поцелуй, a уже в следующем году был принят членом этого художественного общества. Тогда началась публично-художественная деятельность Аронсона.
Сначала появляются на выставках его более сложные вещи: «Berceau d’amour» (Геро и Леандр — трупы плывущих рядом молодых влюбленных, красивые позы которых мягко сливаются с контурами морских волн), «Гнездо» (фигурки детей, удобно расположившихся под углублением небольшой скалы), «Жажда» (фигура лежащего нагого человека, простирающего руки к воде).
В 1900 году А. стал работать над бюстом Бетховена (законченным лишь через шесть лет). В том же году на международной выставке в Париже он получил вторую золотую медаль. В 1901 году Аронсон выставил в Берлине в «Secessions-Ausstellung» целый ряд работ, среди которых находились и новые произведения: «Маленький мученик», напоминающий античную головку, и «Слепая» (женщина, идущая вдоль стены), показавшая умение художника лепить одетые фигуры.
В 1901 году Аронсон посетил Льва Толстого в Ясной Поляне и вылепил его портрет. В 1902 году Аронсон впервые выставил свои работы в столице Российской империи городе Санкт-Петербурге. Среди 40 его произведений на весенней выставке были, кроме вышеупомянутых, новая мраморная группа «Горе» (изображающая мужчину и женщину, которые, обнявшись, рыдают), много этюдных головок и бюсты-портреты Толстого и поэта Шеншина-Фета. (Голова старухи была приобретена музеем Академии художеств).
Возвращаясь за границу, Наум Аронсон в 1903 году посетил Брюссель и Гаагу, где лепил бюсты бурских генералов Девета, Ботта и Деларея, и разные места Голландии, где изучал средне-рейнский тип с целью создать идеальный портрет Бетховена таким, каким можно его представить по его музыке.
В этом году Аронсон сделал группы для фонтанов, из которых один поставлен в Годесберге, a другой в Берлине. (Один из этих фонтанов изображает «Истину» — нагую женщину, прислонившуюся спиной к скале, из-под ног которой по руслу течет живая вода; перед ней 3 мужские фигуры, двое смотрят на неё земными глазами, третий же — юноша — молитвенно припал к источнику, из которого пьет).
В 1904 году Наум Аронсон выступил одним из учредителей «Нового общества художников» в Петербурге, на выставке которого появились новые его вещи: «Подросток», «Спящая» («der Traum»), горельеф «Св. Иоанн», голова ребёнка из розового мрамора и «Эфеб» (бюст юноши) из белого мрамора (розовый мрамор придает большую цельность молодым и нежным лицам).
В 1905 году на международной выставке в Льеже Наум Аронсон получил первую золотую медаль. В конце того же года в Бонне был поставлен памятник Бетховену его работы.
В начале 1906 года он выставил в салоне Каспара в Берлине 20 скульптур, среди которых несколько новых бюстов и головок (напр. девичий бюст «Обет» и др.), фонтан с нимфой, пьющими мужчинами и молодым римлянином, женская фигура для фонтана, голова-этюд для «Жажды» и др. В том же году Наум Аронсон участвовал на выставке в «Goupil-Gallery» в Лондоне, где одна из его работ была приобретена английским музеем.

## Семья
Братья — искусствовед Лазарь Львович Аронсон, сотрудник «Журнала искусств» (1922—1923), и зубной врач Дон Лейбович (Львович) Аронсон (до 1931 года жил в Вятке). Сын Д. Л. Аронсона — Моисей Донович Аронсон (?—1934), художник-постановщик картины «Потомок Чингисхана» (1928); внучка — Ревекка Борисовна Иоффе (псевдоним — Р. Сашина; 1924—2008), литератор, переводчик художественной прозы с испанского языка, жена культуролога Г. С. Кнабе.

## Критика
«Среди современных русских скульпторов я не знаю более серьёзного, более даровитого мастера… Аронсон знает все тайны мастерства. Обращается так же виртуозно и с мрамором, и с бронзой, и с гипсом, и с деревом. Он работает с одинаковым успехом в самых различных стилях, оставаясь самостоятельным, никому не подражающим художником» редактор журнала «Аполлон» С. К. Маковский

## Известные работы

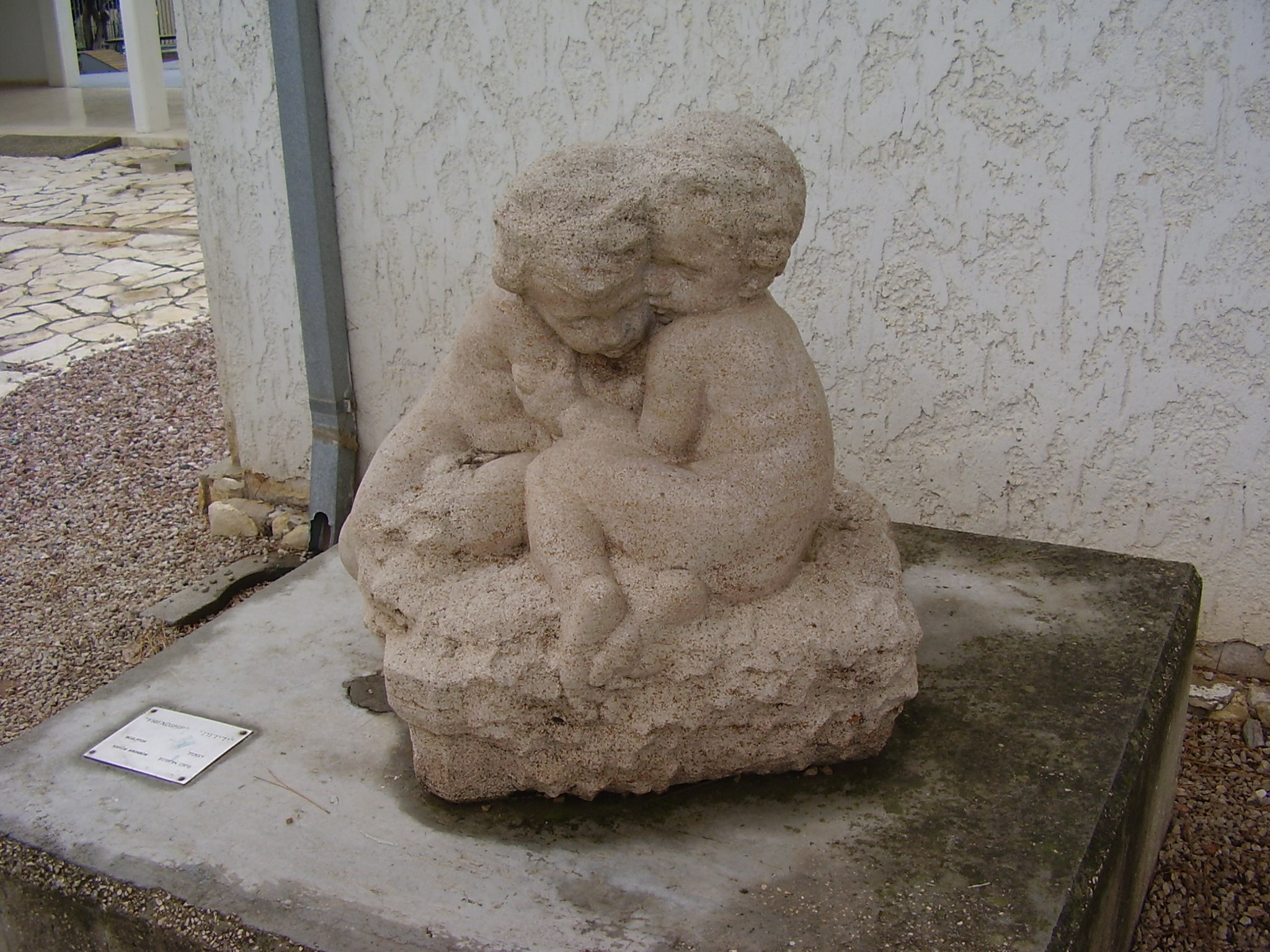
«Дружба»

- «Смерть дает последний поцелуй»

- «Гнездо»
- «Жажда»
- «Маленький мученик»
- «Слепая»
- бюст Бетховена
- бюст Толстого
- бюсты Пастера
- скульптура Ленина

## Память
- Бюст Г. Е. Распутина, 1916 год, находится в Тель-Авивском музее искусств
- В Краславе в честь Аронсона названа улица.